# Do You Want to Know a Secret
A Do You Want to Know a Secret egy Beatles-dal, amely 1963-ban jelent meg. A Please Please Me című album második oldalán szerepelt. Később Amerikában kislemezen is kiadták, B-oldalán a Thank You Girl című dallal. A számot John Lennon és Paul McCartney írta, végül pedig a gitáros George Harrison énekelte. 
A dalt 1963. február 11-én, a Please Please Me felvételei során adta elő a zenekar. Az amerikai kislemez kiadásakor is ezt a felvételt használták fel.

## Feldolgozások
- Billy J. Krammer és együttese, a Dakotas 1963-ban kiadta kislemezen a dalt. A feldolgozás az NME slágerlistán az első helyet érte el.
- Az Alvin and the Chipmunks 1964-ben szintén elénekelte a dalt.
- Anita Lindblom 1968-ban svéd nyelven énekelte el a dalt, "Lyssna (vill du veta vad jag tänker)" néven.

Az alábbi előadókon kívül még sok más előadó dolgozta fel a számot.

## Közreműködött
- Ének: George Harrison
- Háttérvokál: John Lennon, Paul McCartney

Hangszerek:
- John Lennon: akusztikus gitár
- Paul McCartney: basszusgitár
- George Harrison: akusztikus gitár
- Ringo Starr: dob, kopogás

## Helyezések és minősítések
| Slágerlisták (1964)                | Legjobb helyezés |
| ---------------------------------- | ---------------- |
| German Media Control Singles Chart | 34               |
| Új-Zéland (Lever Hit Parade)       | 2                |
| US Billboard Hot 100               | 2                |
| US Catch Box Hot 100               | 3                |